# Казахстан (дворец спорта)
«Казахста́н» — ледовый дворец спорта в Астане.
Открытие дворца спорта прошло 6 марта 2001 года с участием президента Казахстана Нурсултана Назарбаева. В своей речи президент отметил, что проектировщики здания разместили под одной крышей большой ледовый зал, вмещающий до 5000 зрителей, плавательный бассейн олимпийского стандарта (50х25м), детский бассейн (13х18 м), тренажёрный зал и спортивные залы для других видов спорта. Благодаря специальному покрытию ледовое поле может быть трансформировано в баскетбольную площадку, теннисный корт или концертную площадку. Для приезжих спортсменов часть дворца была отведена под гостиницу.

## История
При открытии в 2001 году вместимость составляла 4079 зрителей. Согласно техническому регламенту КХЛ спортивные арены клубов должны вмещать не менее 5500 зрителей. В 2007 году после реконструкции ДС «Казахстан» стал вмещать 5532 места и стал игровой ареной хоккейного клуба «Барыс», принятого в КХЛ в 2008 году.
В ноябре 2010 года был сдан в эксплуатацию пристроенный к ДС «Казахстан» дополнительный раскаточный ледовый каток с трибуной на 1000 посадочных мест.
В 2011 году спортивный комплекс принял несколько этапов Зимних Азиатских игр 2011.

## Важнейшие мероприятия
- 2011 - Зимние Азиатские игры 2011 (Хоккей с шайбой (мужчины))